# Héroe (canción de Enrique Iglesias)
«Héroe» (en su versión inglesa: «Hero»), es el título de una canción interpretada por el cantautor español Enrique Iglesias, incluida en su quinto álbum de estudio y segundo realizado en inglés Escape (2001). La versión en español llegó al puesto 1 en el Hot Latin Tracks de Billboard, mientras que la interpretada en inglés lo haría en el puesto 3 del Billboard Hot 100. El videoclip de este sencillo fue dirigido por Joseph Kahn.
Enrique primero lanzó la canción a las radios el lunes 3 de septiembre de 2001 con una buena crítica y recepción. Después de los ataques del 11 de septiembre en el World Trade Center, la canción fue una de las pocas elegidas por Radio DJs en Nueva York para ser mezclada con audio de la policía, tiroteos, y políticos comentando los ataques.
En el vídeo aparecen Jennifer Love Hewitt como pareja de Iglesias y Mickey Rourke como villano.
El 11 de mayo de 2025 la cantante británica Dua Lipa, en el marco de su gira Radical Optimism interpretó Héroe, en castellano, en el Movistar Arena de Madrid. El motivo es que en cada uno de los conciertos ofrecidos por la artista durante la misma, cantará una canción propia del país que visite.

## Lista de canciones
CD 1
1. «Hero» (Radio edit)
2. «Be with You» (Thunderpuss Remix)
3. «Héroe» (Spanish MetroMix)

CD 2
1. «Hero» (LP Versión)
2. «Hero» (English MetroMix)
3. «Bailamos»

### Lista de posiciones
| Listas (2001/2002)                                       | Posiciones |
| -------------------------------------------------------- | ---------- |
| Australia (ARIA)                                         | 1          |
| Austria (Ö3 Austria Top 40)                              | 3          |
| Bélgica (Flandes) (Ultratop 50)                          | 2          |
| Bélgica (Valonia) (Ultratop 50)                          | 19         |
| Canadá (Nielsen SoundScan)                               | 1          |
| Denmark (Tracklisten)                                    | 5          |
| Francia (SNEP)                                           | 43         |
| Alemania (Media Control AG)                              | 3          |
| Irlanda (IRMA)                                           | 1          |
| Italia (FIMI)                                            | 2          |
| Nueva Zelanda (Recorded Music NZ)                        | 3          |
| Noruega (VG-lista)                                       | 3          |
| Filipinas (Radio Airplay Chart)                          | 1          |
| Polania (Airplay Chart)                                  | 1          |
| Romania (Romanian Top 100)                               | 1          |
| España (Top 100 Canciones)                               | 1          |
| Suiza (Schweizer Hitparade)                              | 1          |
| Suecia (Sverigetopplistan)                               | 3          |
| Reino Unido (UK Singles Chart)                           | 1          |
| Estados Unidos (Billboard Hot 100)                       | 3          |
| Estados Unidos (Mainstream Top 40)                       | 2          |
| Estados Unidos (Adult Contemporary)                      | 1          |
| Estados Unidos (Adult Top 40)                            | 12         |
| Estados Unidos (Hot Dance Club Songs)                    | 1          |
| Estados Unidos (Hot Latin Songs) Spanish version:"Héroe" | 1          |

### Versión en español (Héroe)
| Predecesor: Suerte de Shakira | U.S. Billboard Hot Latin Tracks — Sencillo N°. 1 10 de noviembre de 2001 - 16 de noviembre de 2001 | Sucesor: Suerte de Shakira |

| Predecesor: Suerte de Shakira | U.S. Billboard Latin Pop Airplay — Sencillo N°. 1 8 de diciembre de 2001 - 14 de diciembre de 2001 | Sucesor: Suerte de Shakira |